# Schmale Straße 14 (Quedlinburg)

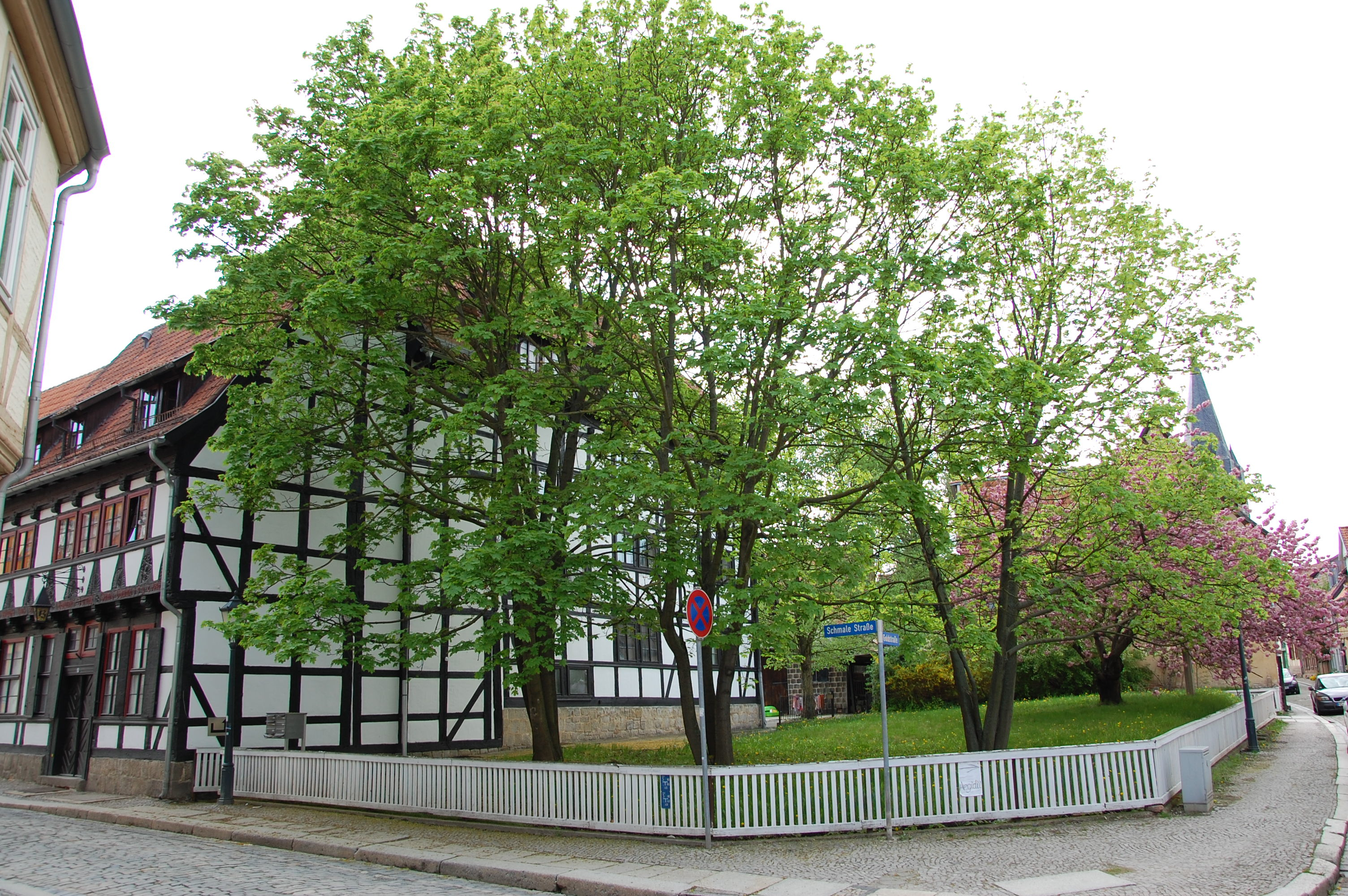
Grundstücke Schmale Straße 14 im Jahr 2013

Das Haus Schmale Straße 14 war ein Gebäude in der Stadt Quedlinburg. Es wurde um 1970 abgerissen und gilt als eines der verlorengegangen wichtigen Gebäude der historischen Fachwerkstadt Quedlinburg.

## Lage
Es befand sich im nördlichen Teil der historischen Quedlinburger Altstadt in der Nähe der Einmündung der Goldstraße auf die Schmale Straße. Südlich grenzte das erhaltene und denkmalgeschützte Haus Schmale Straße 13 an.

## Architektur und Geschichte
Das zweigeschossige Fachwerkhaus war in der Zeit um 1500 errichtet worden. In der Breite umfasste es 16 Gebinde. Die Fachwerkfassade war verputzt. Auf der Hofseite befand sich ein Geschossbau. In der Zeit um 1970 wurde das Haus abgerissen. Heute (Stand 2013) befindet sich auf dem Grundstück eine Grünfläche.